# Michel Pilon
Pour les articles homonymes, voir Pilon.
 (août 2025).
Motif : Insuffisamment de sources secondaires démontrant le notoriété requise pour un article Cf WP:CAA et WP:NPER
- Archive Wikiwix
- Bing
- Cairn
- DuckDuckGo
- E. Universalis
- Gallica
- Google
- G. Books
- G. News
- G. Scholar
- Persée
- Qwant
- (zh) Baidu
- (ru) Yandex
- (wd) trouver des œuvres sur Wikidata

| 1. | Préciser le motif de la pose du bandeau. | Précisez le motif de la pose du bandeau en utilisant la syntaxe suivante : {{admissibilité à vérifier\|date=août 2025\|motif=remplacez ce texte par le motif}}                    |
| 2. | Informer les utilisateurs concernés.     | Pensez à avertir le créateur de l'article, par exemple, en insérant le code ci-dessous sur sa page de discussion : {{subst:avertissement admissibilité à vérifier\|Michel Pilon}} |

Michel Pilon est un chanteur et homme de radio québécois né à Montréal en 1955. Son premier succès, Comme je t'aime, a été lancé à l'émission Jeunesse d'aujourd'hui à l'automne 1971. L'année suivante un second succès avec la chanson,  Sans amour. Il a arrêté sa carrière en 1982.